# Redvers Buller

Sir Redvers H.Buller

Sir Redvers Henry Buller, VC GCB GCMG (* 7. Dezember 1839 in Crediton; † 2. Juni 1908 ebenda) war ein britischer General und zeitweilig Oberbefehlshaber der britischen Truppen im Zweiten Burenkrieg.

## Leben

### Erste Einsätze
Nach der Schulausbildung in Eton trat Buller, Sohn eines Parlamentsmitglieds, 1858 in die britische Armee ein. Er wurde unter anderem in China, Kanada und Afrika in verschiedenen britischen Kolonialkriegen eingesetzt. 1870 nahm er an der Red-River-Expedition in Kanada unter Garnet Joseph Wolseley als Kompaniechef der C-Kompanie des King’s Royal Rifle Corps teil. Wieder unter Wolseley nahm er 1873 bis 1874 an der Goldküste am Aschanti-Krieg teil. Buller gehörte zu den 35 Offizieren, die Wolseley für diesen Einsatz ausgewählt hatte und die später den sogenannten Ashanti-Ring bildeten. Die Gruppe erlangte durch gegenseitige Unterstützung einen bedeutenden Einfluss auf die viktorianische British Army und übernahm bis zum Ende des Jahrhunderts die führenden Positionen. Nach dem Aschanti-Einsatz wurde er zum Major befördert.

### Zulukrieg
1879 kämpfte er im Zulukrieg. Zu Beginn des Feldzugs war er Stabschef von Evelyn Wood, der die linke der drei britischen Abteilungen führte, die von Utrecht in Richtung Kambula vorrückten. Während die mittlere und die rechte Abteilung der Briten nach der Schlacht bei Isandhlwana zurückgedrängt wurden, stand Woods Abteilung allein im Zululand. Am 28. März kam es zur Schlacht von Hlobane zwischen Woods Kavallerie, unter Buller, und der Hauptarmee der Zulu, unter Ntshingwayo Khoza bei Hlobane. In diesem Gefecht waren die Zulu siegreich und die Briten verloren fast ein Drittel ihrer eingesetzten Truppen. Für seinen Einsatz bei der Rettung verwundeter Soldaten in diesem Gefecht bekam Buller das Victoria-Kreuz, die höchste Auszeichnung Großbritanniens für überragende Tapferkeit im Angesicht des Feindes verliehen. Bereits am nächsten Tag kam es zur erfolgreichen Schlacht von Kambula, bei der Buller die Verfolgung der fliehenden Zulu leitete. Buller war ebenfalls an der entscheidenden Schlacht bei Ulundi am 4. Juli 1879 beteiligt, die den Krieg zugunsten der Briten beendete.
Nach seiner Rückkehr nach England im August dieses Jahres ernannte ihn Queen Victoria zu ihrem persönlichen Aide-de-camp, zuvor war er zum Oberst befördert worden.

### Ägypten und Sudan
1882 diente Buller als Stabschef, wieder unter Wolseley, bei der Expedition zur Niederschlagung des Urabi-Aufstandes in Ägypten. Osman Digna, ein General der Mahdisten, trug 1883 den Mahdi-Aufstand in den Osten Sudans. Im Februar 1884 landeten hier 5.000 Mann unter Gerald Graham um Osman Digna zu vertreiben. Redvers Buller führte eine der beiden Brigaden Grahams. Diese konnten Osman Digna in der Zweiten Schlacht von El Teb am 29. Februar 1884 und in der  Schlacht von Tamanieh am 13. März 1884 schlagen. 1885 nahm Buller an der Gordon Relief Expedition zur Rettung von Gordon Pascha und zum Entsatz von Khartum als Stabschef teil. Im Anschluss wurde Buller zum Generalmajor befördert und nach Irland kommandiert.

### In Spitzenpositionen der Armee
Ab 1887 bekleidete Buller das Amt des Generalquartiermeisters und ab 1890 als Nachfolger von Lord Wolseley das des Generaladjutanten der Armee. 1891 wurde er zum Generalleutnant befördert. 1895 wurde er von der liberalen Regierung Rosebery als Nachfolger des Herzogs von Cambridge als Oberbefehlshaber der Armee ausersehen. Aufgrund des Regierungswechsels im gleichen Jahr erhielt jedoch schließlich Wolseley das Amt. Am 24. Juni 1896 wurde Buller zum General befördert. 1898 übernahm er als Befehlshaber das Aldershot Command.

### Zweiter Burenkrieg
1899 wurde Buller aufgrund seines hervorragenden Rufs als Offizier der Oberbefehlshaber der britischen Streitkräfte im Zweiten Burenkrieg. In den Schlachten von Colenso und Spion Kop erlitt er verheerende Niederlagen gegen die Buren, deren Kampfmoral von den Briten weit unterschätzt worden war. Obgleich sich seine Untergebenen als unfähig erwiesen hatten, machte die britische Öffentlichkeit jedoch vielfach Buller für diese Niederlagen verantwortlich und verlieh ihm den Spitznamen Reverse Buller (Rückzugs-Buller). Im März 1900 musste er das Oberkommando an Lord Roberts abgeben und behielt lediglich den Oberbefehl über die schwächere der beiden britischen Armeen in Natal. Zuvor war es ihm noch gelungen, die burischen Linien am Tugela durch eine Änderung seiner Taktik zu überwinden und die von George Stuart White befehligte Garnison von Ladysmith zu entsetzen. Nachdem sich seine Truppen im August mit denen von Roberts vereinigt hatten und die Buren nach der Schlacht von Bergendal endgültig geschlagen schienen, kehrte Buller nach England zurück, wo er zunächst wieder seinen alten Posten in Aldershot bekleidete.
Seine Abberufung geriet schnell in den parteipolitischen Streit zwischen Whigs und Tories, so dass er teilweise begeistert gefeiert, teilweise vehement kritisiert wurde. Buller wurde von den Whigs unterstützt und schließlich als Sündenbock für den sich hinziehenden Burenkrieg durch Kriegsminister William Brodrick, einen Tory, unter Halbierung seiner Bezüge vom Dienst suspendiert. Buller unternahm verschiedene Anläufe, diese Entscheidung anzufechten, aber ohne Erfolg.
Sein Victoriakreuz liegt im Royal Green Jackets Museum in Winchester.